# Sommosse razziali di York
Con l'espressione sommosse razziali di York ci si riferisce ad un periodo di disordini di matrice razziale avvenuto a York, in Pennsylvania, durante il 1969.
Tali disordini furono scatenati dall'uccisione di un abitante nero della cittadina e culminarono con l'uccisione di Lillie Belle Allen, una visitatrice estranea agli scontri.
Gli scontri trovarono terreno fertile in una nettissima separazione della vita della piccola cittadina in "aree bianche" e "aree nere" e nell'emarginazione della popolazione di colore dalla vita pubblica e dall'agio materiale dei bianchi. E anche nelle intimidazioni che la polizia bianca metteva continuamente in atto sui neri, inasprite alla pretesa di diritti da parte di questi ultimi.
I tumulti iniziarono il 17 luglio 1969 dopo che fu sparato al diciassettenne Taka Nii Sweeney, presumibilmente dal membro di una gang di bianchi, anche se non identificato. Quel pomeriggio le gang di bianchi e di neri diedero vita a scontri violenti.
La violenza esplose, diversi edifici vennero dati alle fiamme e la polizia iniziò a barricare i quartieri neri. Ci furono più di 60 feriti, 100 arresti e interi isolati incendiati. Il poliziotto bianco Henry C. Schaad venne ucciso mentre sorvegliava la città a bordo della sua auto.
Tale uccisione fu seguita da manifestazioni della cittadinanza bianca alle quali presero parte anche i poliziotti, fra cui Charles H. Robertson, futuro sindaco della città. Le manifestazioni in questione furono connotate da slogan razzisti e dall'ideologia del White Power.
Un ulteriore omicidio ebbe luogo durante la quinta notte di scontri, il 21 luglio. Un'automobile con a bordo cinque visitatori afroamericani passò attraverso un quartiere bianco e lì fu intrappolata da diverse persone e data alle fiamme. La guidatrice Lillie Belle Allen rimase uccisa.
Questi avvenimenti furono caratterizzati da vicende giudiziarie piuttosto oscure, alcune delle quali protrattesi a lungo, specialmente per quanto riguarda l'ex sindaco di York, Charles Robertson.